# مباراة الضغينة
مباراة الضغينة (بالإنجليزية: Grudge Match)‏ هو فيلم كوميدي أُصدر في الولايات المتحدة سنة 2013. الفيلم من إخراج بيتر سيجال.

## طاقم التمثيل
- سيلفستر ستالون
- روبرت دي نيرو
- آلان آركين
- كيفن هارت
- جون بيرنثال

## القصة
ملاكمان متقاعدان هم ماكدونبن (روبرت دي نيرو) وهنري شارب (سيلفستر ستالون) طوال 30 عام كانوا ومازالو يبغضون بعضهم البعض ويكنون مشاعر الكره والضغينة. والآن سنحت لكلا منهم الفرصة من أجل تصفية الحسابات القديمة من خلال مباراة ملاكمة أخيرة. تتعقد الأحداث بتسليط وسائل الأعلام الضوء على المبارة مما يثير المشاكل والتوتر، بالإضافة إلى صعوبة التدريبات عليهم بسبب كبر سنهم.

## وصلات خارجية
- مباراة الضغينة على موقع IMDb (الإنجليزية)
- مباراة الضغينة على موقع ميتاكريتيك (الإنجليزية)
- مباراة الضغينة على موقع روتن توميتوز (الإنجليزية)
- مباراة الضغينة على موقع نتفليكس (الإنجليزية)
- مباراة الضغينة على موقع قاعدة بيانات الأفلام العربية
- مباراة الضغينة على موقع ألو سيني (الفرنسية)
- مباراة الضغينة على موقع Turner Classic Movies (الإنجليزية)
- مباراة الضغينة على موقع أول موفي (الإنجليزية)
- مباراة الضغينة على موقع بوكس أوفيس موجو (الإنجليزية)
- مباراة الضغينة على موقع فيلمافينيتي (الإسبانية)
- Official page
- Grudge Match blog (unofficial)